# 歧伞星状龙胆
歧伞星状龙胆（学名：Gentiana stellulata var. dichotoma）是龙胆科龙胆属星状龙胆的变种，是中国的特有植物。分布在中国大陆的云南等地，生长于海拔3,200米至3,300米的地区，多生于山坡，目前尚未由人工引种栽培。